# Panga (Saaremaa)
Pour les articles homonymes, voir Panga.
Panga est un village de la commune de Saaremaa (jusqu'en octobre 2017 commune de Mustjala) du comté de Saare en Estonie.
Au 31 décembre 2011, il comptait 24 habitants.